# 勒维尔
勒维尔（法語：Reuville，法語發音：[ʁøvil]）是法国滨海塞纳省的一个市镇，属于鲁昂区。

## 地理
勒维尔（49°45'3"N, 0°52'4"E）面积4.37 平方千米，位于法国诺曼底大区滨海塞纳省，该省份为法国北部沿海省份，其西部及北部濒大西洋英吉利海峡，东起顺时针与索姆省、瓦兹省、厄尔省和卡爾瓦多斯省接壤。
与勒维尔接壤的市镇（或旧市镇、城区）包括：布雷特维尔圣洛朗、普雷托-维克马尔、科地区圣洛朗。

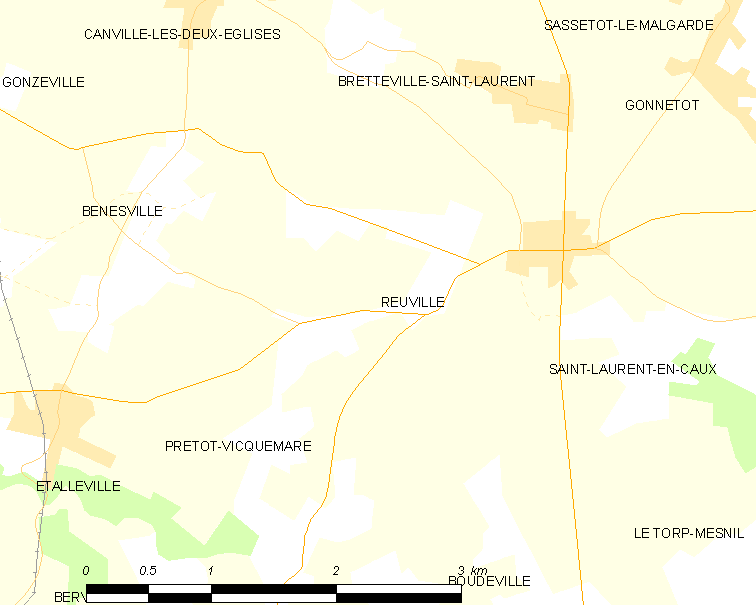
勒维尔的OSM定位图

勒维尔的时区为UTC+01:00、UTC+02:00（夏令时）。

## 行政
勒维尔的邮政编码为76560，INSEE市镇编码为76524。

## 政治
勒维尔所属的省级选区为伊沃托县。

## 人口

1962-2008年间勒维尔人口变化图示

勒维尔于2022年1月1日时的人口数量为149人。